# Orgelbau Mühleisen
Orgelbau Mühleisen est une entreprise de fabrication d'orgues fondée par Konrad Mühleisen en 1986 à Leonberg.